# Erateina iphisata
Erateina iphisata är en fjärilsart som beskrevs av Achille Guenée 1858. Erateina iphisata ingår i släktet Erateina och familjen mätare. Inga underarter finns listade i Catalogue of Life.